# Barrel of a Gun
Barrel of a Gun – utwór brytyjskiego zespołu Depeche Mode. Autorem tekstu jest Martin Lee Gore. Wykonywany przez Davida Gahana, tekst opublikowany w Grabbing Hands w 1997.
Utwór znalazł się na następujących wydaniach:
- album Ultra;
- album The Singles (86–98);
- album Remixes 81–04;
- album WFM 96.9;
- album Mute in Rockdelux;
- singel Barrel of a Gun;
- singel Sampler Janvier 97;
- singel Zoo Magazine no. 06 1987;
- singel Home;
- wydanie zbiorcze singli Singles Box 1–6.

## O utworze
Utwór został nagrany przez zespół rok przed jego wydaniem na singlu, czyli w 1996 roku. Jest to także pierwszy singel grupy, w którym nie wziął już udział Alan Wilder, który odszedł od grupy rok przed jego nagrywaniem. Piosenka jest także kolejnym industrialnym nagraniem zespołu. Do nagrania tego singla oraz utworu It’s No Good został wykorzystany perkusista Victor Indrizzo. Utwór jest utrzymany w klimacie rocka industrialnego i dance-rocka. W wideo do singla można znaleźć moment, gdzie Martin Gore, Dave Gahan i Andrew Fletcher grają na gitarach.

## Strona B
Na stronie B singla znalazł się utwór Painkiller. Utwór ten jest instrumentalną kompozycją, do której muzykę stworzył i napisał Martin Gore (podobnie jak tekst i muzykę do singla). Utwór utrzymany jest w klimacie post-punku i rocka industrialnego. Końcówka utworu została połączona z krótszą i mroczniejszą wersją utworu - Junior Painkiller (tę wersję utworu można znaleźć na albumie po piosence Insight). Miks tego utworu można znaleźć na pierwszym albumie remiksowym zespołu – Remixes (81-04).

## Wersje utworu
- Barrel of a Gun (wersja albumowa) – 5:35
- Barrel of a Gun (wersja albumowa) – 5:29
- Barrel of a Gun (wersja singlowa) – 5:28
- Barrel of a Gun (wersja singlowa) – 5:29
- Barrel of a Gun (wersja singlowa) – 5:31
- Barrel of a Gun (wersja singlowa) – 5:59
- Barrel of a Gun (Edit) – 4:01
- Barrel of a Gun (muzyka instrumentalna) – 5:30
- Barrel of a Gun (live 10-04-1997 Adrenalin Village) – 6:02
- Barrel of a Gun (One Inch Punch Mix) – 5:25
- Barrel of a Gun (One Inch Punch Mix V2) – 5:25
- Barrel of a Gun (One Inch Punch Mix V2) – 5:28
- Barrel of a Gun (Radio Version) – 3:59
- Barrel of a Gun (Radio Version – Edit) – 4:01
- Barrel of a Gun (Underworld Hard Instrumental) – 9:11
- Barrel of a Gun (Underworld Hard Instrumental) – 9:13
- Barrel of a Gun (Underworld Hard Mix) – 9:36
- Barrel of a Gun (Underworld Hard Mix) – 9:37
- Barrel of a Gun (Underworld Soft Mix) – 6:26
- Barrel of a Gun (Underworld Soft Mix) – 6:27
- Barrel of a Gun (Underworld Soft Mix) – 6:29
- Barrel of a Gun (United Mix) – 6:33
- Barrel of a Gun (United Mix) – 6:34
- Barrel of a Gun (United Mix) – 6:36
- Barrel of a Gun (3 Phase Mix) – 5:23

## Twórcy

### Depeche Mode
- Dave Gahan – śpiew
- Martin Gore – gitara, wokal wspierający, syntezator
- Andrew Fletcher – syntezator, gitara basowa, wokal wspierający

### Pozostali twórcy
- Victor Indrizzo – perkusja
- Dave Clayton - programowanie
- Kerry Hopwood - keyboardy, programowanie keyboardów